# Caenoneura robusta
Caenoneura robusta är en tvåvingeart som beskrevs av Krober 1924. Caenoneura robusta ingår i släktet Caenoneura och familjen fönsterflugor.
Artens utbredningsområde är Egypten. Inga underarter finns listade i Catalogue of Life.